# Dromicejomim
Dromicejomim (Dromiceiomimus) – wymarły gad z rzędu dinozaurów gadziomiednicznych (Saurischia), należący do rodziny ornitomimów (Ornithomimidae). Jego nazwa oznacza "udający emu".

## Wymiary
Dromicejomim osiągał długość 3,5 m, 2 m wysokości i wagę około 100 kg.

## Występowanie
Żył w późnej kredzie, około 70 milionów lat temu na terenie współczesnej Ameryki Północnej. Jego skamieniałości znaleziono w prowincji Alberta w Kanadzie.

## Opis

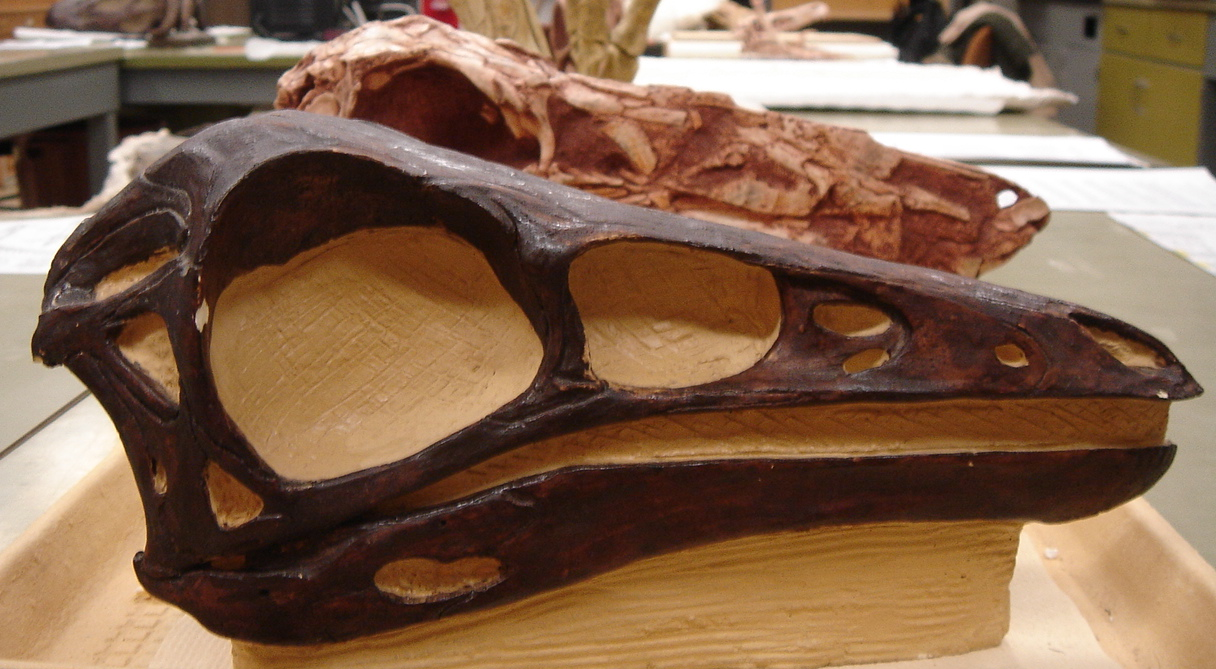
Czaszka dromicejomima

Dromicejomim był lekko zbudowanym, ptakopodobnym teropodem o niewielkiej, wydłużonej głowie z dużymi oczami, osadzonej na długiej, giętkiej szyi i zakończonej bezzębnym dziobem. Mózg tych dinozaurów był względnie duży. Dromiceiomimus miał stosunkowo długie – jak na przedstawiciela podrzędu Theropoda – przednie kończyny z trzema chwytnymi palcami. Tylne kończyny były bardzo długie i zbudowane odpowiednio do osiągania dużych prędkości (na podstawie zachowanych śladów naukowcy szacują maksymalną prędkość dromicejomima na 70-80 km/h). Sztywny ogon równoważył krótki, poziomo pochylony tułów.

## Filogeneza
Dromicejomim był teropodem z podrzędu tetanurów (Tetanurae), należącym do nadrodziny ptakopodobnych dinozaurów ornitomimozaurów (Ornithomimosauria) i rodziny ornitomimów, co czyni go jednym z najbliższych krewnych ptaków. Rodzina ta wywodzi się być może od późnojurajskiego teropoda elafrozaura – nie ma na to jednak ostatecznych dowodów. Innymi bliskimi krewnymi dromicejomima są dinozaury z rodzajów Anserimimus, Archaeornithomimus, Gallimimus, Ornithomimus, Sinornithomimus oraz Struthiomimus. Nieco odleglej spokrewniony jest z przedstawicielami rodzin deinocheirów, garudymimów i harpymimów, a jeszcze odleglej m.in. z terizinozaurami, troodonami i tyranozaurami.

## Behawior i etologia
Dromicejomim był prawdopodobnie zwierzęciem towarzyskim, żyjącym stadnie. Bezzębny dziób służył mu do chwytania drobnych zwierząt, takich jak owady, żaby, jaszczurki i małe ssaki. Prawdopodobnie jednak dromicejomim uzupełniał dietę owocami i nasionami. Bardzo duże oczy i dobrze rozwinięta część mózgu odpowiedzialna za wzrok świadczą o tym, że dinozaur ten miał dobry wzrok – dlatego też przypuszcza się, iż prowadził nocny tryb życia.

## Gatunki
- Dromiceiomimus brevitertius
- Dromiceiomimus samueli[2]